# Заздрість

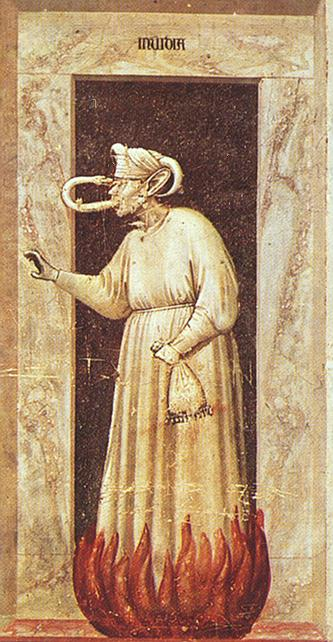
Джотто ді Бондоне (1267–1337), зображення Заздрості в Каплиці Скровені, м. Падуя

За́здрість — це негативна емоція, яка виникає, коли людині не вистачає того, що має інша людина (наприклад матеріальний предмет або властивість характеру) і вона бажає, щоб інша людина що-небудь втратила. Заздрість — один із семи смертельних гріхів. Йоан Дамаскин так само описує заздрість як незадоволення добром іншого. Заздрість - це емоція, яка несе в собі ситуаційний характер. Заздрість руйнує людину, руйнує стосунки з близькими людьми, заважає рухатись вперед.

## Трактування
Тома Аквінський визначив заздрість як «смуток через добро іншого». Він теж зазначає, що ми не заздримо людям, далеким від нас місцем, в часі, чи статусі, але лише тим, хто близько нас і кого ми сподіваємося перевершити чи суперничати з ним. Люди найбільш схильні до заздрості є з одного боку амбіційними, а з іншого — боягузи, що роблять кротячі горби і думають про себе, що вони кращі в будь-якому добрі в стосунку до інших. Бути обуреним через те, що ми думаємо, що людина не варта такого матеріального добра, через те, що це добро перевершує наше власне, є заздрістю і завжди хибним. Любов доброчинства радіє добром наших ближніх, а заздрість є пригніченою.
Заздрість не те саме, що амбіція чи натхнення мати чи досягти добро, котре має інша людина. Таке натхнення може бути добрим, будь-це духовне добро (стосунок до Бога), психологічне добро (стосунок до себе чи інших), чи навіть матеріальне добро (стосунок до речей у світі), хоча останнє легко переходить в жадібність. Це не заздрість — брати приклад від інших людей.
Заздрість з іншого боку споглядає та говорить «Я хочу, щоби ти був нижче мене». Заздрість за суттю є конкуренційна. Заздрість спричиняє лише біль та смуток. Заздрість забирає радість, оскільки вона протилежна вдячності. Іншою причиною, що робить заздрість смертельним гріхом, є те що вона провадить до найгіршого гріха з усіх — ненависті, відсутності любові. Гнів теж провадить до ненависті, але дорога від заздрості коротша і пряміша. Заздрість ненавидить іншого за те, що він має щось добре. Заздрість є теж шляхом, що провадить від гордості, найбільшого гріха, до ненависті, найнижчого гріха, як Святий Григорій Великий сказав в Моралії (XXXI 45) «Духовні пороки є так близько споріднені один до одного, що один повстає від інших» подібно раку.
Заздрість, як і ревнощі, можна віднести до пристрастей, так як вона зумовлює рівнісне відношення до того, що завдає шкоди та приносить нещастя. Заздрість спрямована на те, чого індивід позбавлений і полягає в присутності двох індивідів, один з яких заздрить іншому, що володіє тим, що по різним причинам недоступне першому. Природно людина не може володіти всіми позитивними якостями та матеріальними цінностями, тому завжди існує той, хто має більше.
Заздрість — жадібність, що поїдає людину зсередини. Якщо вона характеризується хронічним протіканням і виникає надія змінити в майбутньому своє положення, то заздрість перетворюється в самообмеження. Людина починає ненавидіти силу, вдачу, щастя, здоров'я, природність, яких в неї немає, тому задоволення власних потреб в позитивних емоціях досягаються зарахунок байдужості, цинізму, насмішок, що сприятимуть уникненню травматизації, пов'язаної з відчуттям дефіциту та неповноцінності власного існування.
Орлов Ю. М. зазначає, що розумові операції, що породжують заздрість, здійснюються неусвідомлено:
- акт сприйняття або уявлення про певну цінну якість, що властива собі та іншому (риса особистості, власність, приналежність, здібність, майстерність та ін.);
- розумовий акт присвоєння певній якості цінність та значимість;
- акт віднесення іншої людини до тієї ж категорії, що і сама людина. Створюється уявлення про іншого подібному собі: «такий як я». Це уявлення запускає механізм присвоєння іншому певних ознак, якби то пов'язаних з подібним собі. Заздрість проявляється в мисленевій установці на те, що якщо людина в чомусь подібна мені, то вона повинна бути рівна мені по всім характеристикам.
- Акт порівняння та виявлення розбіжностей. В результаті цих розбіжностей виникає переживання заздрості, якщо порівняння не на користь, або ж гордість, якщо все навпаки.

Якщо людина може усвідомлювати вси чотири акта в ситуації заздрості, вона може усвідомити свою емоцію і контролювати її.